# Ahorn-Zahnspinner
Der  Ahorn-Zahnspinner  (Ptilodon cucullina) ist ein Schmetterling (Nachtfalter) aus der Familie der Zahnspinner (Notodontidae).

## Merkmale

### Imago
Die Falter erreichen eine Flügelspannweite von 30 bis 40 Millimetern. Sie haben gelbbraun bis rotbraun gefärbte Flügel und am Außenrand der Vorderflügel eine weißgraue Binde, die durch einen bräunlichen Fleck mit einem schmalen dunklen Streifen unterbrochen ist. Durch diese helle Binde unterscheidet sich der Falter deutlich vom sonst ähnlichen Kamel-Zahnspinner (Ptilodon capucina).

### Ei
Das Ei ist flach gewölbt und von weißgrauer Farbe.

### Raupe
Die Raupen werden ca. 30 Millimeter lang. Sie sind entweder hellgrün oder hellgelb. Der Rücken ist fast weiß. Auf den vorderen vier Segmenten befindet sich ein zusammenhängender dunkler Rückenfleck. Die Segmente fünf und sechs haben niedrige Rückenhöcker, das elfte Segment einen höheren Höcker mit roter Spitze.

### Puppe
Die Puppe ist dunkel rotbraun oder schwarzbraun gefärbt mit einem runden Analende.

### Synonyme
- Ptilodontella cucullina
- Lophopteryx cuculla

## Vorkommen
Die Art ist in Mitteleuropa verbreitet, aber nirgends häufig. Sie lebt in verschiedenen Lebensräumen, in denen ihre Futterpflanzen wachsen, wie z. B. an warmen  Hängen, in Laubmischwäldern, Lichtungen und Parklandschaften.

## Lebensweise
Die nachtaktiven Falter fliegen jährlich in zwei Generationen von Anfang Mai bis Ende Juni und in einer unvollständigen zweiten Generation von Ende Juli bis Mitte August. Sie fliegen gern künstliche Lichtquellen an. Die Eier werden in Gruppen an Blättern und Zweigen der Futterpflanzen abgelegt. Die Raupe verpuppt sich in einem lockeren Gespinst am Boden. Die Überwinterung erfolgt im Puppen-Stadium.

### Nahrung der Raupen
Die Raupen ernähren sich hauptsächlich von Feldahorn (Acer campestre) und Bergahorn (Acer pseudoplatanus).